# LUST-Studie
LUST ("Leseuntersuchung mit dem Stolperwörter-Test", ab 2004: "Leseuntersuchung mit dem Siegener Lesetest") ist ein an der Universität Siegen und an der Pädagogischen Hochschule Schwäbisch Gmünd von Hans Brügelmann gemeinsam mit Axel Backhaus und Erika Brinkmann entwickeltes Projekt, in dem die Leseleistungen von Grundschulkindern von der ersten bis zur vierten Klasse untersucht werden.
Anders als bei VERA (Vergleichsarbeiten in der Schule) und in der IGLU-Studie nehmen die Lehrer freiwillig teil und erhalten die Ergebnisse zur eigenverantwortlichen Interpretation im Blick auf die besonderen Bedingungen ihres Unterrichts und der einzelnen Kinder ihrer Klasse.
Zentrales Instrument in der Untersuchung ist der Stolperwörter-Lesetest, der von dem Fibelautor Wilfried Metze entwickelt wurde.